# Building Information Modeling
Il Building information modeling (acronimo: BIM; in italiano: Modellazione informativa dell'edificio o, estensivamente, Modellazione informativa delle costruzioni) indica un metodo per l'ottimizzazione della pianificazione, realizzazione e gestione di costruzioni tramite aiuto di un software. Tramite esso tutti i dati rilevanti di una costruzione possono essere raccolti, combinati e collegati digitalmente. La costruzione virtuale è visualizzabile inoltre come un modello geometrico tridimensionale.
Il Building information modeling viene utilizzato sia nel settore edile per la progettazione, costruzione e manutenzione (architettura, ingegneria, impianti tecnici), come anche nel facility management.

## Origini teoriche e prime applicazioni
Il termine Building Information Modeling, che non può essere considerato equivalente a Building Product Model (con il termine 'Product model' in ingegneria si indica un 'modello di dati' o 'modello di informazioni'), espressione coniata dal professor Charles M. Eastman del Georgia Institute of Technology, che l'ha ampiamente utilizzata nelle sue pubblicazioni sin dalla fine degli anni settanta del Novecento. Il passaggio da Model a Modeling è importante in quanto per Modeling si intende "use of shared digital representation to facilitate design, construction and operation processes to form a reliable basis for decisions"; quindi per BIM non si intende il semplice possesso di alcune informazioni ma l'attività di condivisione di queste informazioni.
Il termine è però divenuto di uso comune solo dopo la prima concreta implementazione di BIM con l'idea di edificio virtuale di ArchiCAD della Graphisoft (1987).

## Definizione e sviluppo
La prima persona a divulgare ampiamente il termine fu Jerry Laiserin all'interno delle sue pubblicazioni negli USA (2002).
La definizione di BIM non è standard e la dimostrazione è l'elevato numero di definizioni rintracciabili sia su opere pubblicate o in circolazione sulla rete internet. Si sta però lavorando a una norma europea per la standardizzazione delle definizioni. La versione più aggiornata è: "use of shared digital representation of a built object (including buildings, bridges, roads, process plants, etc.) to facilitate design, construction and operation processes to form a reliable basis for decisions"
Si può definire BIM come il processo di sviluppo, crescita e analisi di modelli multi-dimensionali virtuali generati in digitale per mezzo di programmi su computer.

Il ruolo di BIM nell'industria delle costruzioni (attraverso i suoi attori siano questi Architetti, Ingegneri, Geometri, Periti, Costruttori, Clienti) è di sostenere la comunicazione, la cooperazione, la simulazione e il miglioramento ottimale di un progetto lungo il ciclo completo di vita dell'opera costruita.
BIM, usato come nome, è la rappresentazione di un modello di dati diversi di un edificio relazionati alle diverse discipline che lo definiscono. I dati contenuti nel modello sono numerosi in quanto definiscono tutte le informazioni riguardanti uno specifico componente di una costruzione. In questo senso, un modello tridimensionale della geometria di un edificio utilizzato solo per simulazioni grafiche (rendering) non può essere considerato BIM.
Il ciclo di vita dell'opera costruita è definito dalla fase progettuale attraverso la fase di realizzazione fino a quella di uso e manutenzione.
Un BIM può contenere qualsiasi informazione riguardante l'edificio o le sue parti. Le informazioni più comunemente raccolte in un BIM riguardano la localizzazione geografica, la geometria, le proprietà dei materiali/componenti/sistemi e degli elementi tecnici, le fasi di realizzazione, le operazioni di manutenzione, lo smaltimento di fine ciclo.
Il Building Information Modeling può essere applicato con diversi livelli di maturità: anche un semplice CAD rientra nel modello informativo. Oggi si considerano 6 livelli di applicazione del BIM, in funzione dell'approfondimento delle informazioni inserite e del grado di collaborazione applicato.

## Processi di collaborazione: i livelli di maturità del BIM[3]
La via per l'adozione del BIM viene generalmente considerata come un percorso graduale di crescita, in cui si passa da un processo diviso in fasi fino ad un processo in cui tutti soggetti coinvolti nella costruzione del modello lavorano in sincronia, collaborando alla stessa virtualizzazione dell'edificio. La piena collaborazione è il grande obbiettivo della ricerca di processo. Nel 2017, il massimo grado di maturità attualmente osservato è il cosiddetto BIM collaborativo.
- Livello 0 - CAD standardizzato:  richiede l'organizzazione di un lavoro tradizionale intorno a un sistema di standard (In Italia, fino ad Aprile 2002, è stata in vigore la norma UNI 3968 sostituita dalla ISO 128-20.
- Livello 1- BIM Solitario (lonely BIM) o non collaborativo: si usa il metodo di progettazione parametrica e gestione dei dati all'interno del proprio workflow ma non si instaura nessun tipo di collaborazione con gli altri professionisti. Il lavoro segue degli standard, interni o internazionali, soprattutto per quanto riguarda la nomenclatura degli elementi.
- Livello 2 - BIM Collaborativo: effettiva collaborazione tra i soggetti coinvolti nella progettazione dell'edificio che lavorano tutti in BIM. Operano separatamente su un proprio modello e la collaborazione viene coordinata dal BIM Leading consultant  che ha per compito di riunire i vari modelli in un singolo modello federato.
- Livello 3 - BIM Condiviso: l'obiettivo finale è che tutti professionisti lavorino contemporaneamente allo stesso modello in modo da recepire gli aggiornamenti in tempo reale.

## Livelli di definizione del modello BIM: LOD
Nel settore dell’architettura e dell’ingegneria i livelli di dettaglio, i cosiddetti LOD (Level Of Detail) definiscono con precisione il livello di approfondimento delle informazioni contenute all'interno del modello BIM. Rappresentano quindi un punto di riferimento definito dal committente che permette a tutti i soggetti coinvolti di costruire il modello BIM con lo stesso grado di definizione dei contenuti lungo tutte le fasi in cui si articola il processo di concepimento e realizzazione dell'opera.
La definizione delle caratteristiche di ogni singolo LOD è un tema affrontato da due importanti riferimenti normativi americani e italiani. L’American Institute of Architects (AIA) pubblica un quadro Level Of Detail per il Protocollo AIA G202-2013 Building Information Modeling. Partendo dal presupposto che un elemento, pur potendo apparire visivamente dettagliato, potrebbe in realtà essere generico, il termine LOD si riferisce al "livello di sviluppo" degli elementi del modello invece che del loro "livello di dettaglio". Il grado di sviluppo ottenibile è suddiviso in cinque livelli:
- LOD 100: l’elemento è rappresentato in maniera generica, schematica, simbolica. Ogni informazione è ancora approssimativa.
- LOD 200: Un segnaposto generico con forma riconoscibile. Ad esempio, una scala viene modellata con gradini semplificati però, a livello di ingombro, le informazioni di larghezza e profondità totali, livelli di partenza e arrivo e quote di pianerottoli intermediari devono essere accurate.
- LOD 300: La quantità, forma, dimensione posizionamento e orientamento dell’elemento è desumibile e misurabile direttamente interrogando il modello, senza ricorrere alla consultazione di materiale documentale accessorio. Ad esempio, le stratigrafie sono raffigurate ciascuna con il suo materiale e il suo spessore, all'interno di un sistema muro ancora non suddiviso in parti. Le tipologie di muro devono essere chiaramente codificate. Le interferenze di inserti quali porte e finestre devono essere modellate.
- LOD 350: In aggiunta a quanto specificato per il LOD 300, vengono modellate anche quelle parti di elemento necessarie al coordinamento, quali supporti e connettori. Ad esempio, per quanto riguarda le fondazioni, giunti e armature sono modellati nel dettaglio.
- LOD 400: L’elemento è modellato e specificato con un livello sufficiente di dettaglio da consentirne la fabbricazione.
- LOD 500: La modellazione dell’esistente e, pertanto, non collegata al concetto che collega tra loro i precedenti livelli di sviluppo. A questo aspetto è dedicato un specifico uso del modello.

Invece, la normativa italiana che fa riferimento ai Level Of Detail, la UNI 11337-4:2017, fa la distinzione terminologica tra LOD, LOG e LOI. In questa ottica il LOD, livello di sviluppo degli oggetti digitali, è composto dai LOG, livello di sviluppo degli oggetti – attributi geometrici, e dai LOI, livello di sviluppo degli oggetti – attributi informativi. Per quanto riguarda la definizione dei singoli LOD, la normativa adotta la scala generale seguente:
- LOD A: rappresentazione simbolica;
- LOD B: rappresentazione generica
- LOD C: sistema geometrico definito
- LOD D: sistema geometrico dettagliato.
- LOD E: oggetto specifico
- LOD F: oggetto eseguito
- LOD G: oggetto aggiornato[3]

## Dimensioni del BIM
Parlando di BIM ci si riferisce spesso in modo erroneo al solo modello digitale tridimensionale. Il BIM invece si estende a tutto il processo edilizio includendo pianificazione, progettazione, costruzione, gestione così come all’intero ciclo di vita (LC) dell’opera dall’ideazione alla dismissione. Si parla quindi di dimensioni del BIM, dalla più semplice dimensione 3D corrispondente alla rappresentazione digitale dell'oggetto fino alla dimensione 7D che tiene conto dell'aspetto della sostenibilità. 
Riferendosi alla normativa italiana UNI 11337-6, il BIM ha sette dimensioni:
- 1D: Concept design;
- 2D: Elaborati 2D come piante, prospetti e sezioni;
- 3D: Rappresentazione tridimensionale del prodotto;
- 4D: Analisi della durata o tempi (programmazione);
- 5D: Analisi dei costi (computi, stime e valutazioni economiche);
- 6D: Fase di gestione dell’opera (uso, manutenzione e dismissione);
- 7D: Valutazione della sostenibilità (sociale, economica e ambientale).

## Politica e diffusione in Europa
Con la Direttiva 2014/24/EU, l'Unione Europea ha introdotto alcuni indirizzi ai paesi membri sull'utilizzo del sistema BIM nella progettazione e realizzazione delle opere pubbliche. Viene quindi fortemente incoraggiato il sistema BIM quale mezzo per accrescere l'efficacia e la trasparenza delle procedure di appalto. È importante sottolineare che nel testo della direttiva non si ha esplicito richiamo all'uso di particolari software, quanto piuttosto alla creazione di metodologie di gestione e verifica dei dati costituenti tutto il processo edilizio. L'Europa fissa inoltre un periodo di trenta mesi per il recepimento di tali direttive da parte degli Stati membri.
Per quanto riguarda la diffusione della procedura BIM presso gli operatori europei (progettisti e imprese), dai dati diffusi nel 2013 dalla compagnia di consulenza europea Arch-Vision (Q4 2013 European Architectural Barometer), emergono forti differenze a seconda dei paesi. Lo Stato all'avanguardia risulta essere i Paesi Bassi, con il 51% dei progettisti che già utilizza il BIM, seguito dal Regno Unito (33%). L'Italia si colloca nelle ultime posizioni della statistica, con il solo 10% dei progettisti che già impiegano le procedure BIM. La stessa fonte, in un rapporto del 2019 porta invece i Paesi Bassi all'81%, il Regno Unito al 49% e l'Italia al 25%, con una crescita più che raddoppiata ma lontana dagli obiettivi della Comunità Europea.
In Italia modalità e tempi per la progressiva introduzione del BIM negli appalti pubblici per opere edilizie e infrastrutture sono stati definiti dal Decreto del Ministero delle Infrastrutture numero 560 del 1º dicembre 2017, che ha dato attuazione all'articolo 23 del Codice dei Contratti. Con il succitato decreto e s.m. si stabiliscono i termini temporali di adozione rispetto a determinati importi di gara.
A livello mondiale, alcuni siti indipendenti raccolgono periodicamente un elenco di progettisti e imprese che già operano stabilmente con il sistema BIM. Un esempio è il database Revit Inside che contiene una lista di centinaia di soggetti in tutto il mondo accreditati come utilizzatori di Autodesk Revit.

## Certificazioni e prodotti
L'associazione internazionale che si occupa della regolamentazione del BIM è buildingSMART, che certifica l'interoperabilità dei software attraverso ISO 16739:2013. L'elenco dei software certificati IFC si trovano sul sito di BUILDING SMART.